# Буга Тэмур-хан
Буга Тэмур-хан (монг. Бөхтөмөр) — 9-й хан Чагатайского улуса в 1272-1282 годах.

## Биография
Происходил из династии Чингизидов. Сын Кадакчи сечен-оглана, седьмого сына Чагатая, хранителя Великой Ясы. О дате рождения и молодых годах ничего неизвестно. Был сторонником хана Хайду, который в 1272 году в связи мятежом Негубек-хана направил войска во главе с Буга Тэмур-ханом против него, но тот быстро одержал победу над соперником, который вскоре погиб. За это Хайду поставил Буга Тэмур-хана новым ханом Чагатайского улуса.
В том же году в пределы государства вторглись войска Хулагуидов во главе с Ильханом Абакой, который захватил Мавераннахр, а 29 января 1273 года захватил Бухару (благодаря предательству сановника Тадж ад-Дина), где в течение 7 дней все было разграблено и сожжено.
Во время военной кампании против Ильхана Буга Тэмур-хан получил ранения, которые в 1374 году привели его к болезни. Вследствие этого снова начали бунтовать родственники бывших ханов Алгу и Барак-хана во главе с Чутаем и Дувой. В то же время местные военные и наместники убились в большую силу из-за ослабления центрального правительства. В результате к концу правления Буга-Тимура в Семиречье и Мавераннахре творился беспредел. С 1274 года в Мавераннахре властителем стал Дува, сына Барак-хана, в дальнейшем распространив свои владения на восточную часть улуса. В 1278 году Хайду рассматривал Дуву как совладельца Буга Тэмур-хана.
Буга Тэмур-хан умер в 1282 году (по свидетельствам Рашида ад-Дина, умер от коросты). Вместо него ханом стал Дува.